# Beaufortskala

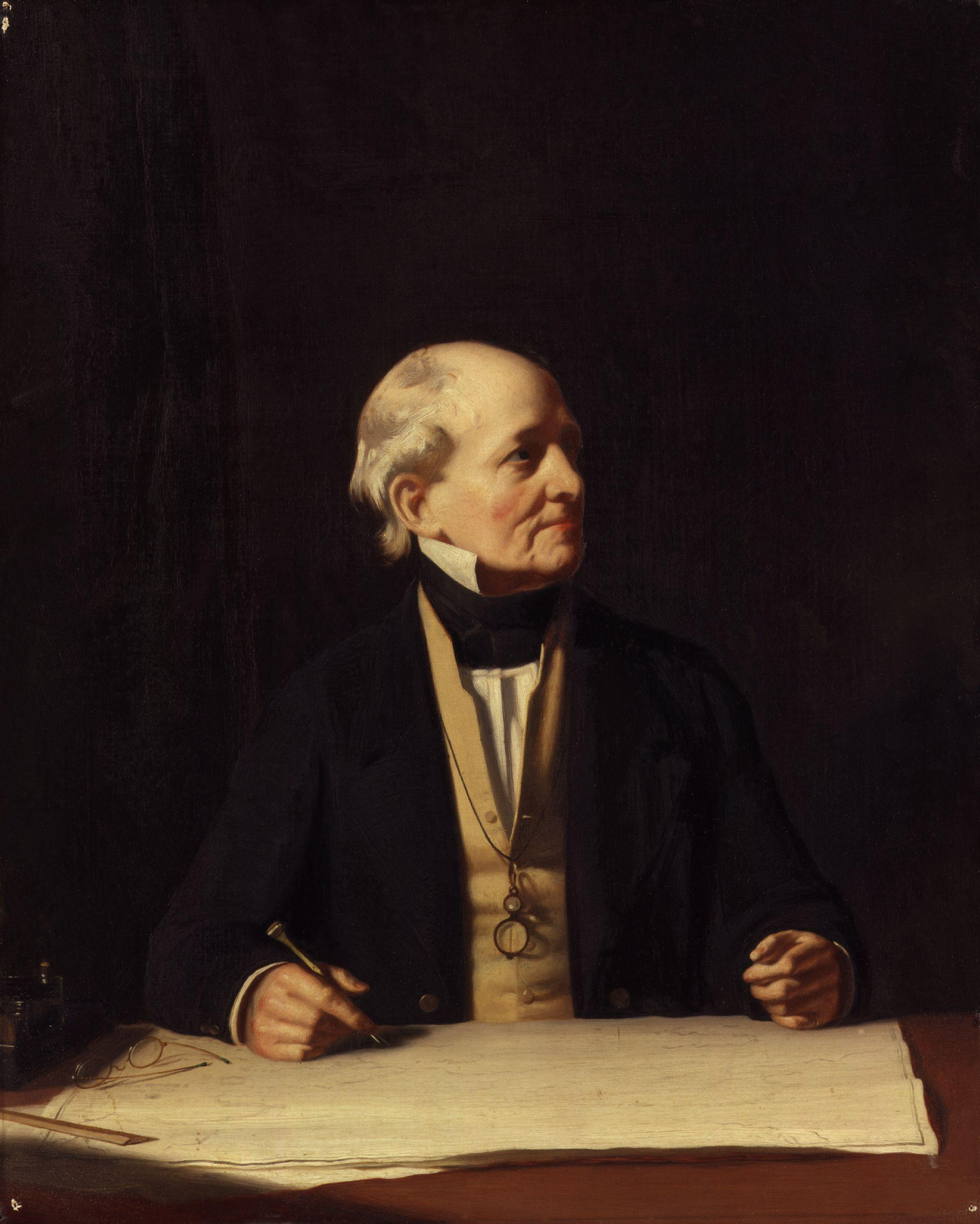
Sir Francis Beaufort

Die Beaufortskala (Ausspracheⓘ, Bft) ist eine Skala zur Einteilung der Windstärke in 13 Stärkenbereiche von 0 (Windstille) bis 12 (Orkan). 
Sie basiert ursprünglich auf den beobachteten Auswirkungen des Windes, wird in der praktischen Anwendung heute allerdings oft aus der gemessenen Windgeschwindigkeit abgeleitet. Sie ist benannt nach Sir Francis Beaufort und ein weit verbreitetes System zur Beschreibung der Windstärke.

## Geschichte

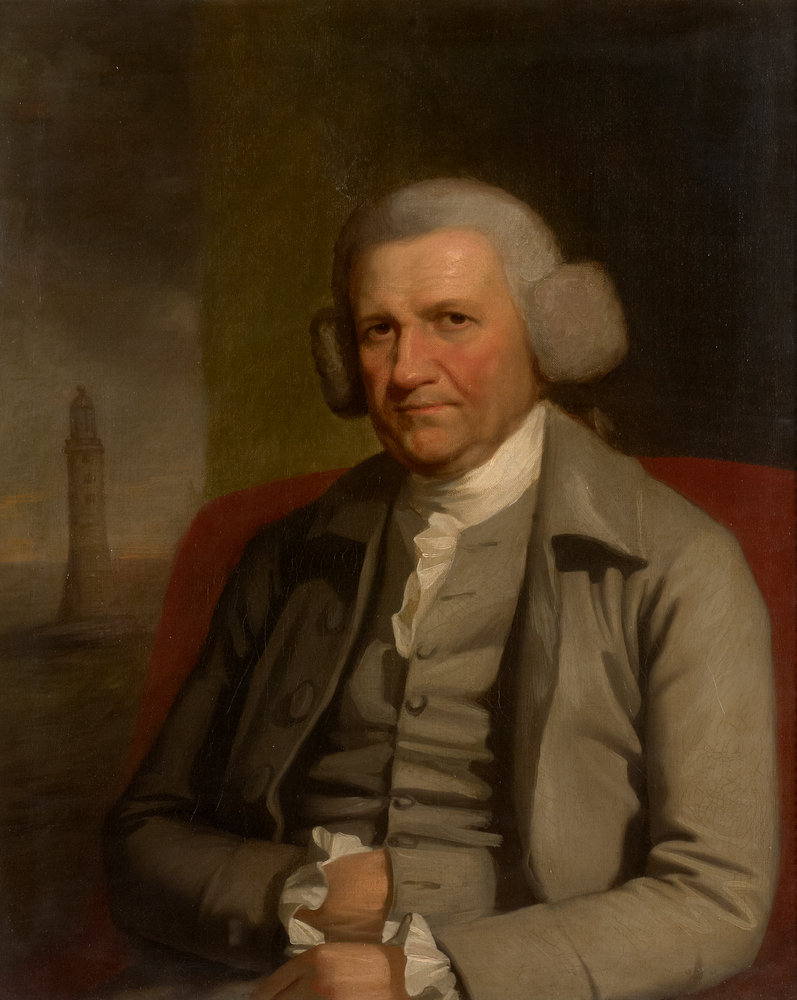
Der Ingenieur John Smeaton entwickelte erstmals ein Messverfahren.

Die Beaufortskala stammt nicht von Francis Beaufort (1774–1857). Bereits Tycho Brahe hatte versucht, die Windstärken zu kategorisieren. Der Ingenieur John Smeaton charakterisierte sie erstmals durch ihren Effekt auf Windmühlenflügel. Seine 1759 veröffentlichte Tabelle enthielt elf Windstärken (Windstille nicht mitgezählt), jede Windstärke beschrieb er durch ihre Wirkung auf die Umgebung, etwa, dass ein Orkan Bäume ausreiße und Gebäude zerstöre. Dazu gab er jeweils die Windgeschwindigkeit und den Winddruck an. In einem Manuskript von 1790 werden die Werte von Smeatons Skala in neun Windstärken umgearbeitet, die durch ihre Wirkung auf eine Windmühle charakterisiert wurden. So war eine „Brise“ etwa dadurch definiert, dass sie die Äste eines Baumes bewegen könne und ein Mühlenflügel pro Minute sechs bis neun Umdrehungen zurücklege.
Von großen Handelsunternehmen wie der East India Company sowie der Kriegsmarine wurden zu Beauforts Zeit die Logbücher der zurückkehrenden Kapitäne systematisch ausgewertet, unter anderem um Hinweise auf günstige Windverhältnisse zu erhalten. Die damals üblichen Bemerkungen wie „mäßiger Wind“ waren jedoch nicht standardisiert und somit nicht vergleichbar. Das Problem bestand darin, dass Wind auf See – an Bord eines Segelschiffs, das sich mit dem Wind fortbewegte – nicht absolut gemessen werden konnte. Verschiedene Forscher versuchten deshalb, den Wind durch seine Auswirkungen zu charakterisieren.
Der damalige Hydrograf der „East India Company“ und ab 1795 Erste Hydrograf der Admiralität, Alexander Dalrymple, machte Smeatons Skala in der Seefahrt bekannt. Dalrymples Version enthielt zwölf Windstärken (wieder ohne Windstille), die von 1 „schwacher Luftzug“ bis 12 „Sturm“ reichten. Dalrymple publizierte seine eigene Skala, die ausdrücklich für die Verwendung in Logbüchern vorgesehen war, 1779 in einer Broschüre und 1790 in dem Buch Practical Navigation.
Beaufort lernte Dalrymples Skala vermutlich bereits durch dessen Broschüre von 1779 kennen. Zeit seines Lebens führte er ein umfangreiches Tagebuch, in dem er unter anderem das Wetter festhielt. Am 12. oder 13. Januar 1806 trug er hier die Worte ein: „Fortan werde ich die Stärke des Windes gemäß folgender Skala schätzen, denn nichts vermittelt eine unklarere Vorstellung von Wind und Wetter als die alten Ausdrücke mäßig und bewölkt, etc. etc.“ Es folgt eine Skala von 1 bis 13, die von „Windstille“ bis „Sturm“ reicht. Am 14. September 1807 legte er ein neues Tagebuch an, in dem er – wie üblich – auf dem Vorsatzblatt die Windskala notierte, die er zu verwenden gedachte. Kurz darauf verbesserte er die Skala, indem er hinzufügte, wie sich die Windstärke an den Segeln einer vollgetakelten Fregatte erkennen ließ. So herrscht etwa Windstärke 5, wenn Marssegel, Bramsegel, Royal, Flieger und Stagsegel gehisst bleiben können, bei Windstärke 7 müssen die drei obersten Segel gerefft werden.
Nachdem Beaufort 1829 Hydrograf der Admiralität geworden war, gab er seine verbesserte Skala an alle weiter, die sich dafür interessierten. Sie wurde 1832 im Nautical Magazine der Admiralität veröffentlicht. 1837 wurde die Skala bereits im gesamten Vermessungsdienst eingesetzt, und Ende 1838 gab die Admiralität eine Anweisung heraus, mit der sie verbindlich eingeführt wurde. Diese Skala trug jedoch keinen Namen und wurde lediglich als das „beigefügte Schema“ bezeichnet. Auch in den ausführlichen Nachrufen aus Anlass von Beauforts Tod wird an keiner Stelle eine Windskala erwähnt.
Erst 1906 schuf der britische Wetterdienst die Version der Skala mit 13 Stufen (inkl. 0), die als Beaufortskala bekannt geworden ist (in der folgenden Tabelle die Skala mitsamt der Spalte „Wirkung an Land“). Hier wird etwa Windstärke 0, also Windstille, dadurch charakterisiert, dass Rauch vertikal aufsteigt. Bei Windstärke 2, einer „leichten Brise“, wird der Wind auf dem Gesicht spürbar und Blätter rascheln. Dazu wird die jeweilige Windgeschwindigkeit angegeben. In dieser Version ist die Beaufort-Skala in zahlreiche Wörterbücher und Enzyklopädien aufgenommen worden. 1927 formulierte der deutsche Kapitän Peter Petersen die ursprüngliche Skala von Beaufort für Zwecke der Seefahrt um, weil Segel in der Schifffahrt keine große Rolle mehr spielten. In der Petersen-Seegang-Skala wird die Wirkung des Windes auf die See beschrieben (in der Tabelle die Skala mitsamt der Spalte „Wirkung auf dem Meer“, siehe auch die folgenden Bilder). So bilden sich bei Windstärke 6, „starker Wind“, große Wellen von 2,5 bis 4 Meter Höhe, überall sind ausgedehnte, weiße Schaumkämme zu sehen; es gibt etwas Gischt.
1935 wurde die Beaufortskala auf der Ersten Internationalen Meteorologischen Konferenz in Brüssel als allgemein gültig angenommen und 1946 auf Beschluss der Internationalen Meteorologischen Organisation noch einmal um 5 weitere auf insgesamt 18 Stufen (inkl. 0) erweitert:
- Windstärke 12: Windgeschwindigkeit: 64–71 kn bzw. 118–133 km/h, statt bisher >117 km/h
- Windstärke 13: Windgeschwindigkeit: 72–80 kn bzw. 134–149 km/h
- Windstärke 14: Windgeschwindigkeit: 81–89 kn bzw. 150–166 km/h
- Windstärke 15: Windgeschwindigkeit: 90–99 kn bzw. 167–183 km/h
- Windstärke 16: Windgeschwindigkeit: 100–108 kn bzw. 184–202 km/h
- Windstärke 17: Windgeschwindigkeit: ≧109 kn bzw. ≧203 km/h

Nachdem die Nachfolgeorganisation World Meteorological Organization die erweiterte Beaufortskala im Jahre 1970 wieder auf die traditionelle 13-teilige Skala reduzierte, wird die um noch eine weitere Windstärke erweiterte 18-teilige Skala inzwischen nur noch in Taiwan sowie auf dem ebenfalls wiederholt von solchen Windstärken heimgesuchten chinesischen Festland genutzt. Dort ist die Windstärke 17 als Super-Hurrikan/Super-Taifun definiert mit 109–119 kn bzw. 202–220 km/h und darüber hinaus gehende Windgeschwindigkeiten ≧120 kn bzw. ≧220 km/h werden als Hyper-Hurricane/Hyper-Taifune bezeichnet.
1971 veröffentlichte Theodore Fujita von der Universität Chicago speziell für Windgeschwindigkeiten von Tornados, die über die Beaufort-Skala hinausgehen, die Fujita-Tornado-Skala mit den Abstufungen F0 bis F12, bei der schon ein Tornado „mittlerer Stärke“ F5 asphaltierte Straßen vom Boden „saugen“ kann. Seit 1972 ist außerdem die siebenstufige Saffir-Simpson-Hurrikan-Windskala im Gebrauch, die die eigentlichen Hurrikane noch einmal in fünf Kategorien unterteilt. Die Japan Meteorological Agency und die beiden Regional Specialized Meteorological Centres im nördlichen und südwestlichen Indik wenden davon abweichende Wirbelsturmskalen an. Für den südlichen Pazifik und die australische Region schließlich nutzen die dortigen Tropical Cyclone Warning Centers die Skala des australischen Bureau of Meteorology, die ebenfalls auf einer Erweiterung der Beaufortskala basiert.
Alles in allem jedoch gibt es von dieser Beaufortskala – das heißt, mitsamt der Beschreibung nach phänomenologischen Kriterien (s. u.) – keine wirklich verbindliche Version, so dass sie auch weiter in vielen verschiedenen Varianten verwendet wird. Professionelle Meteorologen messen die Windgeschwindigkeit daher stets direkt mit einem Anemometer und greifen nur im Notfall auf die Beaufortskala zurück.

## Beaufort-Skala nach phänomenologischen Kriterien
| Windstärke und mittlere Wind- geschwindigkeit in kn, m/s, km/h | Symbol in Wetter- karten | Bezeichnung                  | Bezeichnung                 | Beschreibung | Beschreibung                                                                                  | Beschreibung |
| Windstärke und mittlere Wind- geschwindigkeit in kn, m/s, km/h | Symbol in Wetter- karten | der Windstärke               | des Seegangs (Windsee)      | Wirkung an Land | Wirkung auf dem Meer                                                                          | Bild         |
| -------------------------------------------------------------- | ------------------------ | ---------------------------- | --------------------------- | --- | --------------------------------------------------------------------------------------------- | ------------ |
| 0 Bft 0–1 kn 0–0,2 m/s 0–1 km/h                                |                          | Windstille, Flaute           | völlig ruhige, glatte See   | keine Luftbewegung, Rauch steigt senkrecht empor | spiegelglatte See                                                                             |              |
| 1 Bft 1–3 kn 0,3–1,5 m/s 1–5 km/h                              |                          | leiser Zug                   | ruhige, gekräuselte See     | kaum merklich, Rauch treibt leicht ab, Windflügel und Windfahnen unbewegt | leichte Kräuselwellen                                                                         |              |
| 2 Bft 4–6 kn 1,6–3,3 m/s 6–11 km/h                             |                          | leichte Brise                | schwach bewegte See         | Blätter rascheln, Wind im Gesicht spürbar | kleine, kurze Wellen, Oberfläche glasig                                                       |              |
| 3 Bft 7–10 kn 3,4–5,4 m/s 12–19 km/h                           |                          | schwache Brise               | schwach bewegte See         | Blätter und dünne Zweige sowie Wimpel bewegen sich | Anfänge der Schaumbildung                                                                     |              |
| 4 Bft 11–15 kn 5,5–7,9 m/s 20–28 km/h                          |                          | mäßige Brise                 | leicht bewegte See          | Zweige bewegen sich, Staub und loses Papier wird vom Boden gehoben, Wimpel werden gestreckt | kleine, länger werdende Wellen, recht regelmäßige Schaumköpfe                                 |              |
| 5 Bft 16–21 kn 8,0–10,7 m/s 29–38 km/h                         |                          | frische Brise, frischer Wind | mäßig bewegte See           | größere Zweige und kleine Äste bewegen sich, kleine Laubbäume beginnen zu schwanken, Wind deutlich hörbar | mäßige Wellen von großer Länge, überall Schaumköpfe                                           |              |
| 6 Bft 22–27 kn 10,8–13,8 m/s 39–49 km/h                        |                          | starker Wind                 | grobe See                   | starke Äste bewegen sich, hörbares Pfeifen an Drahtseilen und Telefonleitungen, Regenschirme sind schwer zu halten | größere Wellen mit brechenden Köpfen, überall weiße Schaumflecken                             |              |
| 7 Bft 28–33 kn 13,9–17,1 m/s 50–61 km/h                        |                          | steifer Wind                 | sehr grobe See              | Bäume schwanken, fühlbare Hemmungen beim Gehen gegen den Wind | weißer Schaum von den brechenden Wellenköpfen legt sich in Schaumstreifen in die Windrichtung |              |
| 8 Bft 34–40 kn 17,2–20,7 m/s 62–74 km/h                        |                          | stürmischer Wind             | mäßig hohe See              | große Bäume werden bewegt, Fensterläden werden geöffnet, Zweige brechen von Bäumen, beim Gehen erhebliche Behinderung | ziemlich hohe Wellenberge, deren Köpfe verweht werden, überall Schaumstreifen                 |              |
| 9 Bft 41–47 kn 20,8–24,4 m/s 75–88 km/h                        |                          | Sturm                        | hohe See                    | Äste brechen, kleinere Schäden an Häusern, Ziegel und Rauchhauben werden von Dächern gehoben, Gartenmöbel werden umgeworfen und verweht, beim Gehen erhebliche Behinderung                                                 | hohe Wellen mit verwehter Gischt, Brecher beginnen sich zu bilden                             |              |
| 10 Bft 48–55 kn 24,5–28,4 m/s 89–102 km/h                      |                          | schwerer Sturm               | sehr hohe See               | Bäume werden entwurzelt, Baumstämme brechen, Gartenmöbel werden weggeweht, größere Schäden an Häusern; selten im Landesinneren                                                                                             | sehr hohe Wellen, weiße Flecken auf dem Wasser, lange, überbrechende Kämme, schwere Brecher   |              |
| 11 Bft 56–63 kn 28,5–32,6 m/s 103–117 km/h                     |                          | orkanartiger Sturm           | schwere See                 | heftige Böen, schwere Sturmschäden, schwere Schäden an Wäldern (Windbruch), Dächer werden abgedeckt, Autos werden aus der Spur geworfen, dicke Mauern werden beschädigt, Gehen ist unmöglich; sehr selten im Landesinneren | brüllende See, Wasser wird waagerecht weggeweht, starke Sichtverminderung                     |              |
| 12 Bft ≧ 64 kn ≧ 32,7 m/s ≧ 118 km/h                           |                          | Orkan                        | außergewöhnlich schwere See | schwerste Sturmschäden und Verwüstungen; sehr selten im Landesinneren | See vollkommen weiß, Luft mit Schaum und Gischt gefüllt, keine Sicht mehr                     |              |

## Formeln
Zwischen Windgeschwindigkeit {\displaystyle v} und Beaufort-Stärke B [Bft] (kaufmännisch gerundet) besteht dabei nach der Revision der Beaufortskala von 1946 folgender Zusammenhang:
{\displaystyle v=0{,}8360\mathrm {~m/s} \cdot B^{\,3/2}}
oder aufgelöst nach B:
{\displaystyle B=\left({\frac {v}{0{,}8360\mathrm {~m/s} }}\right)^{\!2/3}}
wobei v die Windgeschwindigkeit 10 Meter über der Oberfläche ist. Die erste der Formeln wurde 1913 vom Britischen Wetterdienst als nationaler Standard festgelegt und als internationaler Standard 1914 vorgeschlagen (der Vorschlag wurde abgelehnt). Sie basiert auf einer Untersuchung des späteren Wetterdienstdirektors Sir George Clarke Simpson aus dem Jahre 1905/6, die jedoch auf der Basis von Meilen pro Stunde veröffentlicht wurde.
Für andere Einheiten gilt angenähert:
{\displaystyle v=1{,}625\mathrm {~kn} \cdot B^{\,3/2}={\frac {13}{8}}\mathrm {~kn} \cdot B\cdot {\sqrt {B}}}
bzw.
{\displaystyle v=3{,}010\mathrm {~km/h} \cdot B^{\,3/2}\approx 3\mathrm {~km/h} \cdot B\cdot {\sqrt {B}}}
Ein vereinfachter Zusammenhang lautet:
{\displaystyle B\approx {\frac {v+10{\mbox{ kn}}}{6{\mbox{ kn}}}}}
(Diese Annäherung führt bei Windstärken zwischen 3 und 10 Bft zu Fehlern <0,5 Bft. Unter praktischen Bedingungen oder bei Messungen mit handelsüblichen Geräten ist dieser Fehler jedoch meistens vernachlässigbar.)
Da es unüblich ist, mit Bruchteilen oder Dezimalbrüchen von Windstärken zu arbeiten, gilt es, die unteren und oberen Grenzen der ganzzahligen Windstärken nach einer der genannten Formeln zu berechnen. Dabei werden die Grenzwerte in den Einheiten Knoten, km/h und Mph auf ganze Zahlen und die Werte in m/s auf genau eine Dezimalstelle gerundet. Obergrenzen werden ab-, Untergrenzen werden aufgerundet. Windstärke 9 Bft, das heißt B zwischen 8,5 und 9,4, entspricht also einer Windgeschwindigkeit zwischen 20,7 und 24,4 m/s, 10 Bft entsprechend 24,5 bis 28,4 m/s usw.
Tatsächlich stellt die Berechnungsformel nur den „kleinsten gemeinsamen Nenner“ dar, bei den Versuchen auf zahlreichen internationalen meteorologischen und geophysikalischen Konferenzen zwischen 1914 (in Rom) und 1970 eine gemeinsame Basis für eine einheitliche Wettervorhersage zu schaffen, da seit dem Untergang der Titanic jede seefahrende Nation zur Verbreitung von aktuellen Wetterberichten vor ihren Küsten verpflichtet wurde. Gegenstand der Verhandlungen war neben den Grenzwerttabellen selbst das jeweilige Messverfahren, wechselnde Messhöhen oder Messzeiten und andere Formalitäten. Einigkeit erzielte man erstmals 1926 mit der Wiener Skala, die sich aus den arithmetischen Mittelwerten der britischen Simpsonskala und der international verbreiteten, älteren Skala der Deutschen Seewarte Hamburg errechnete. 1946 übernahm man die Simpsonskala von 1906 bzw. 1913 als sogenannte Pariser Skala, um diese dann 1947 nach der Berechnungsformel bis Windstärke 17 für die Beschreibung von Hurrikans zu erweitern. Diese wurde dann 1949 mit der Bestimmung, Windgeschwindigkeiten haben in Knoten gemessen zu werden, als Washington Code bestätigt. 1960 wurde die Erweiterung auf 17 (zeitweilig sogar inoffiziell auf 23 Windstärken) zurückgenommen, da die Luftfahrt komplett aus der Beaufortskala ausgestiegen war, die Meteorologie eigene Hurrikanskalen entwickelte und die Seefahrt mit 12 Windstärken auskam.
Der Winddruck steigt mit dem Quadrat der Windgeschwindigkeit und damit mit dem Kubus der Beaufort-Windstärke. Der Winddruck hängt allerdings von Windgeschwindigkeit und Luftdichte ab, daher ist die Beziehung von Beaufort und Winddruck nicht eindeutig. Die Luftdichte wird maßgeblich von Temperatur und atmosphärischer Höhe bestimmt und ist nicht zu vernachlässigen: Zum Beispiel erzeugt ein Sturm mit Beaufort 11 auf Meereshöhe etwa doppelt so viel Winddruck wie ein Sturm gleicher Stärke auf einem 6000 Meter hohen Berg. Auf der Suche, was neben dem Quadrat für den Staudruck die dritte Potenz in der Formel für eine praktische Bedeutung haben könnte, stößt man auf das Widerstandsmoment im Querschnitt biegebelasteter Stäbe. Es ändert sich mit der dritten Potenz des Durchmessers bei runden bzw. des Trägheitsradius bei beliebigen Querschnitten. Das führt im Sinne von Beaufort zu der praktisch-anschaulichen und auf Landobjekte übertragbare Aussage (die freilich um weitere Bedingungen verkürzt ist): Bei gleicher Besegelung bricht doppelte Windstärke doppelte Mastdurchmesser.